# Gildschaft 1 (Quedlinburg)

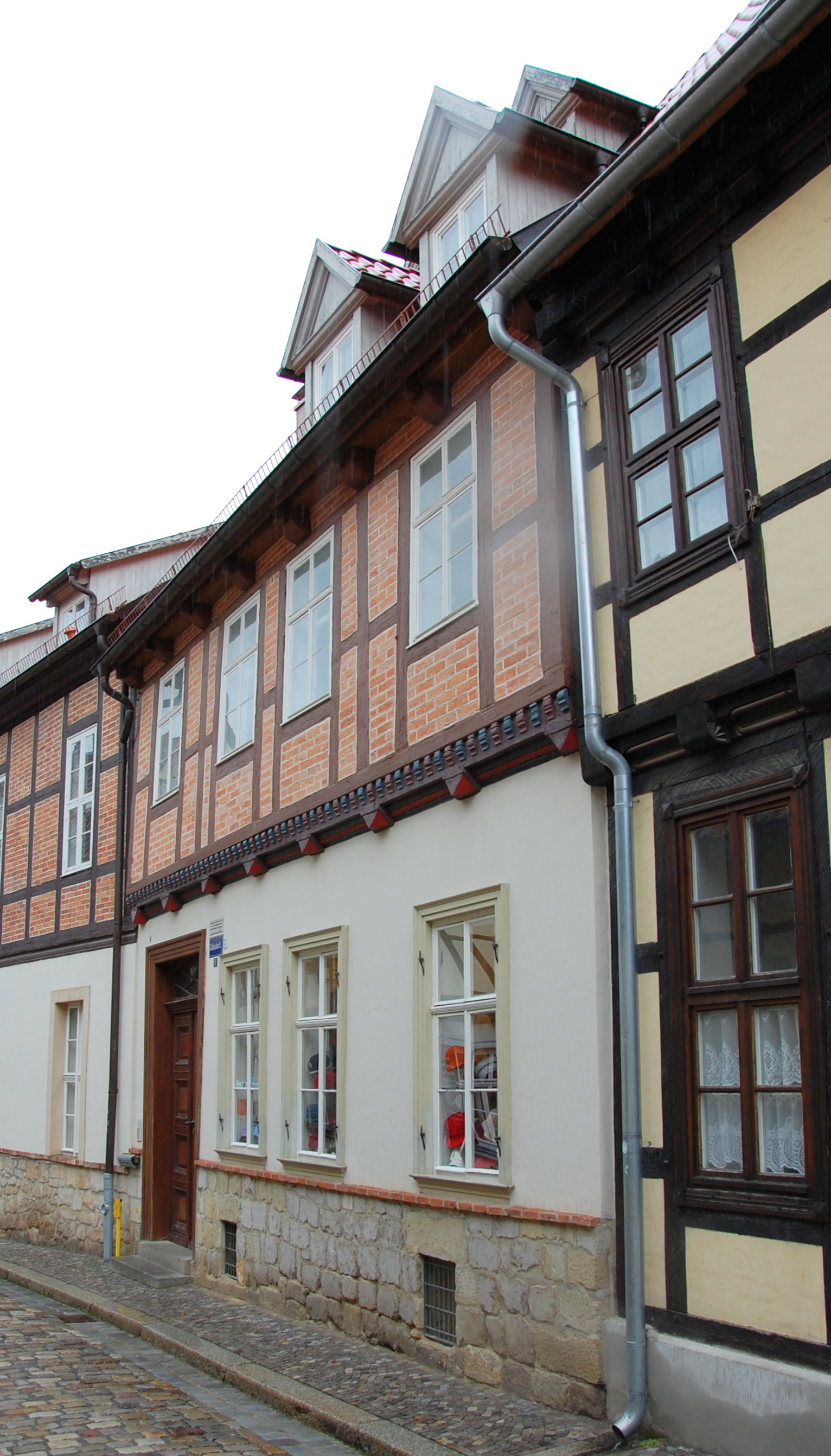
Haus Gildschaft 1

Das Haus Gildschaft 1 ist ein denkmalgeschütztes Gebäude in der Stadt Quedlinburg in Sachsen-Anhalt.

## Lage
Es liegt auf der Nordseite des Quedlinburger Schloßbergs im Stadtteil Westendorf und gehört zum UNESCO-Weltkulturerbe. Im Quedlinburger Denkmalverzeichnis ist es als Wohnhaus eingetragen. Südlich des Gebäudes befand sich das in den 1970er Jahren abgerissene und durch einen im alten Baustil erstellten Neubau ersetzte Haus Gildschaft 2.

## Architektur und Geschichte
Das zweigeschossige Fachwerkhaus entstand vermutlich um 1640. Für diese Datierung spricht das an der Stockschwelle befindliche Konsolfries. In der Zeit um 1840 erfolgte ein Umbau des Hauses.